# Susanne von Lonski
Susanne von Lonski (* 12. September 1983 in Berlin) ist eine deutsche Sängerin, Schauspielerin und Tänzerin (Musicaldarstellerin). 

## Leben und Karriere
Susanne von Lonski wirkte bereits im Jugendalter bei Bühnenproduktionen mit, nahm Klavierunterricht und sang im Chor. Nach dem Abitur und Studienvorbereitung in Berlin besuchte von Lonski von 2005 bis 2009 die Bayerische Theaterakademie August Everding im Prinzregententheater in München und absolvierte ihr Studium zur diplomierten Musicaldarstellerin.
Im Rahmen ihrer Ausbildung stand sie auf der Bühne, u. a. in Bernsteins On the Town und als Solistin in Suchers' Extraleidenschaften – Friedrich Holländer (Chansonabend). 
Außerdem engagierte sie 2007 der Kultursommer Garmisch-Partenkirchen als Klärchen (Im weißen Rößl) und 2009 das Stadttheater Fürth für die Revue Petticoat & Schickedance. 2009 spielte sie des Weiteren im Prinzregententheater München die Rolle der Mimi Gonzales in Rent. Neben ihrer Ausbildung wirkte von Lonski im Filmdrama Im Winter ein Jahr unter der Regie von Caroline Link mit, das ab 13. November 2008 in deutschen Kinos zu sehen war.
Nach dem Abschluss ging von Lonski von 2009 bis 2013 in ein festes Engagement an die Uckermärkische Bühnen Schwedt. In mehreren Rollen spielte sie sich regional in die Herzen der Zuschauer. Überregionale Aufmerksamkeit erregte ihre Darstellung des „Puck“ in den Musicalrevuen Durchgeknallt im Elfenwald 2010/11 und Hinterhalt im Elfenwald 2012/13 an den Uckermärkische Bühnen Schwedt in Schwedt/Oder. Mit der Eigenproduktion der Uckermärkischen Bühnen Schwedt Durchgeknallt im Elfenwald und ihrer Fortsetzung Hinterhalt im Elfenwald ging die Begeisterung ungewöhnlich weit, sodass sogar Postkarten und Kuscheltiere ihrer Rolle „Puck“ verkauft worden sind. Im Jahr 2011 erhielt von Lonski für ihre Leistungen in der Spielzeit 2010/11 den Uckermark-Oscar als beste Schauspielerin an den Uckermärkischen Bühnen Schwedt.
Außerdem war sie 2013 beim Theatersommer Beelitz als Ottilie Im weißen Rößl neben Dagmar Frederic, Peter Wieland und Eva Maria Pieckert, unter der Regie von Peter Fabers zu sehen.
In der Spielzeit 2016/17 spielte von Lonski die Annetta in Amore mio – Das Figarokomplott und die Krankenschwester im Bühnenstück Ewig jung an den Uckermärkischen Bühnen Schwedt. Seit 2016 tritt sie darüber hinaus mit eigenen Bühnenprogrammen auf. 
Im Sommer 2017 trat von Lonski als Mathilde Obermüller und Wirtin im Musical Der Hauptmann von Köpenick im Admiralspalast in Berlin auf.
Seit November 2018 spielt sie in ihrem selbst geschriebenen Stück Traumfrauen nach Art eines Kammer-Musicals.
Seit 2019 ist von Lonski Mitglied im Theater im Nikolaiviertel, welches im Nikolaiviertel direkt an der Nikolaikirche (Berlin) in der Gedenkbibliothek zu Ehren der Opfer des Kommunismus gastiert. Von Lonski spielt dort in der Dauerproduktion Zille sein Milljöh (Buch, Liedertexte und Inszenierung: Bernd Köllinger; musikalische Komposition: Klaus Wüsthoff), einer Inszenierung nach der gleichnamigen Vorlage von Heinrich Zille.
Ab Oktober 2020 spielte von Lonski im Musical Heirat mich ein bisschen (Marry Me a Little) von Stephen Sondheim. Inszeniert vom Theater und Orchester Neubrandenburg/Neustrelitz, gespielt im Landestheater Neustrelitz nahe dem Schlosspark Neustrelitz.

## Bühnenrollen (Auswahl)

### Musical/Musicalrevuen
- Marry Me a Little – Sie[12]
- The Rocky Horror Show – Columbia[13]
- Durchgeknallt im Elfenwald – Puck[14]
- Hinterhalt im Elfenwald – Puck[15][16]
- Der kleine Horrorladen (Musical) – Ronette[17]

### Schauspiel
- Nathan der Weise – Recha[18]
- Faust. Eine Tragödie – Margarethe (Gretchen)[19]
- Kabale und Liebe – Luise[20]
- Ewig jung – Die Krankenschwester[21]

### Operette
- Im weißen Rößl – Ottilie
- Frau Luna – Marie[22]

### Kinderstücke
- Pinocchios weiter Weg zur Schule – Pinocchio[23]
- Pippi feiert Geburtstag – Pippi Langstrumpf[24]
- Dornröschen – Fee Maldiste[25]